# Diferenciação sexual
A diferenciação sexual é o processo de desenvolvimento das diferenças sexuais entre machos e fêmeas a partir de um zigoto indiferenciado. A determinação do sexo é freqüentemente distinta da diferenciação do sexo; a determinação do sexo é a designação para o estágio de desenvolvimento tanto masculino quanto feminino, enquanto a diferenciação sexual é o caminho para o desenvolvimento do fenótipo.
O aparecimento de células de Sertoli em machos e células da granulosa em fêmeas pode ser considerado o ponto de partida para a diferenciação testicular ou ovariana em muitas espécies.
À medida que os indivíduos do sexo masculino e feminino se desenvolvem de embriões para adultos maduros, as diferenças sexuais em muitos níveis se desenvolvem, como genes, cromossomos, gônadas, hormônios, anatomia e psique. Começando com a determinação do sexo por fatores genéticos e/ou ambientais, os humanos e outros organismos seguem por diferentes caminhos de diferenciação à medida que crescem e se desenvolvem. Esses processos não são fixos e podem mudar ao longo da vida de um organismo ou ao longo de muitas gerações evolutivamente.

## Sistemas de determinação de sexo
Humanos, muitos mamíferos, insetos e outros animais têm um sistema de determinação de sexo XY. Os humanos têm 46 cromossomos, incluindo dois cromossomos sexuais, XX nas mulheres e XY nos homens. O cromossomo Y deve carregar pelo menos um gene essencial que determina a formação testicular (originalmente denominado TDF ). Foi descoberto que um gene na região determinante do sexo do braço curto do Y, agora conhecido como SRY, dirige a produção de uma proteína, fator determinante do testículo, que se liga ao DNA, induzindo a diferenciação de células derivadas das cristas gonadais em testículos. Em camundongos transgênicos XX (e alguns homens XX humanos), o SRY sozinho é suficiente para induzir a diferenciação masculina.
Outros sistemas cromossômicos existem em outros taxons, como o sistema de determinação de sexo ZW em pássaros e o sistema XO em insetos.
A determinação ambiental do sexo se refere à determinação (e, em seguida, à diferenciação) do sexo por meio de características não genéticas, como fatores sociais, temperatura e nutrientes disponíveis. Em algumas espécies, como o peixe-palhaço hermafrodita, a diferenciação sexual pode ocorrer mais de uma vez em resposta a diferentes características ambientais, oferecendo um exemplo de como a diferenciação sexual nem sempre segue um caminho linear típico.
Houve várias transições entre os sistemas de determinação sexual ambiental e genético em répteis ao longo do tempo e estudos recentes mostraram que a temperatura às vezes pode substituir a determinação sexual por meio dos cromossomos.

## Em humanos
Os estágios iniciais da diferenciação humana parecem ser bastante semelhantes aos mesmos processos biológicos em outros mamíferos e a interação entre genes, hormônios e estruturas corporais é bem compreendida. Nas primeiras semanas de vida, o feto não tem sexo anatômico ou hormonal, e apenas um cariótipo distingue o homem da mulher. Genes específicos induzem diferenças gonadais, que produzem diferenças hormonais, que induzem diferenças anatômicas, levando então a diferenças psicológicas e comportamentais, algumas das quais são inatas e outras induzidas pelo meio social.
O desenvolvimento de diferenças sexuais começa com o sistema de determinação do sexo XY, que está presente em seres humanos, e mecanismos complexos são responsáveis pelo desenvolvimento das diferenças fenotípicas entre macho e fêmea humanos a partir de um  zigoto indiferenciado. O desenvolvimento sexual atípico e a genitália ambígua podem ser resultado de fatores genéticos e hormonais.
A diferenciação de outras partes do corpo além dos órgãos sexuais cria as características sexuais secundárias. O dimorfismo sexual da estrutura esquelética se desenvolve durante a infância e se torna mais pronunciado na adolescência. Foi demonstrado que a orientação sexual se correlaciona com traços esqueléticos que se tornam dimórficos durante a primeira infância (como a proporção entre o comprimento do braço e a estatura), mas não com traços que se tornam dimórficos durante a puberdade - como a largura dos ombros.

## Em outros animais
Os primeiros genes envolvidos na cascata de diferenciação podem diferir entre táxons e até mesmo entre espécies intimamente relacionadas. Por exemplo: no peixe-zebra, o primeiro gene conhecido a induzir a diferenciação masculina é o gene amh, na tilápia é o tDmrt1 e no bagre do sul é o foxl2.
Em peixes, devido ao fato de os modos de reprodução variarem do gonocorismo (sexos distintos) ao hermafroditismo autofecundante (no qual um organismo tem características gonadais funcionais de vários sexos), a diferenciação sexual é complexa. Existem duas vias principais em gonocoros: uma com uma fase intersexual não funcional que leva à diferenciação retardada (secundária) e outra sem (primária), onde as diferenças entre os sexos podem ser notadas antes da eclosão. Os gonocoros secundários permanecem na fase intersexo até que uma característica biótica ou abiótica direcione o desenvolvimento por um caminho específico. O gonocorismo primário, sem uma fase intersex, segue os caminhos clássicos da determinação genética do sexo, mas ainda pode ser influenciado posteriormente pelo ambiente. As vias de diferenciação progridem e as características sexuais secundárias, como bifurcação e ornamentação da nadadeira anal, geralmente surgem na puberdade.
Em aves, graças à pesquisa no Gallus gallus domesticus, foi demonstrado que a determinação do sexo é provavelmente autônoma em relação às células, ou seja, que o sexo é determinado em cada célula somática independentemente ou em conjunto com a sinalização hormonal. Estudos em galinhas ginandromorfas mostraram que o mosaicismo não poderia ser explicado apenas pelos hormônios, apontando para fatores genéticos diretos, possivelmente um ou alguns genes Z-específicos, como sexo duplo ou DMRT1.

## Flexibilidade
As espécies mais intensamente estudadas, como a  mosca drosófila, os nematóides e os camundongos, revelam que evolutivamente os sistemas de determinação/diferenciação sexual não são totalmente conservados e têm evoluído ao longo do tempo. Além da presença ou ausência de cromossomos ou fatores sociais e ambientais, a diferenciação sexual pode ser regulada em parte por sistemas complexos como a proporção de genes nos cromossomos X e autossomos, produção e transcrição de proteínas e splicing específico de mRNA.

### Determinado socialmente
Em algumas espécies, como o peixe-palhaço sequencialmente hermafrodita, as mudanças no ambiente social podem levar à diferenciação sexual ou reversão do sexo, ou seja, diferenciação na direção oposta. No peixe-palhaço, as fêmeas são maiores do que os machos e, nos grupos sociais, normalmente há uma fêmea grande, vários machos menores e juvenis indiferenciados. Se a fêmea for removida do grupo, o maior macho muda de sexo, ou seja, o tecido gonadal se degenera e um novo tecido gonadal cresce. Além disso, a via de diferenciação é ativada no maior juvenil, que se torna masculino.

## Diferenciação cerebral
Em muitos animais, as diferenças na exposição do cérebro fetal aos hormônios sexuais estão correlacionadas com diferenças significativas na estrutura e função do cérebro, que se correlacionam com o comportamento reprodutivo adulto. As causas das diferenças entre os sexos são compreendidas apenas em algumas espécies. Diferenças sexuais fetais em cérebros humanos, juntamente com diferenças iniciais na experiência, podem ser responsáveis pelas diferenças sexuais observadas em crianças entre os 4 anos de idade e a adolescência.
Muitos estudos individuais em humanos e em outros primatas encontraram diferenças sexuais estatisticamente significativas em estruturas cerebrais específicas; no entanto, alguns estudos não encontraram diferenças, e algumas meta-análises questionaram a generalização de que os cérebros das mulheres e dos homens funcionam de maneira diferente. Homens e mulheres diferem estatisticamente em alguns aspectos de seus cérebros, mas há áreas do cérebro que parecem não ser sexualmente diferenciadas de forma alguma. Alguns estudiosos descrevem a variação do cérebro humano não como duas categorias distintas, mas como ocupando um lugar no contínuo da masculinidade e feminilidade.